# Bayambang
Bayambang  (Bayan ng Bayambang), antes conocido como Malungay,  es un municipio filipino de primera categoría, situado en la isla de Luzón y perteneciente a la provincia de Pangasinán en la Región Administrativa de Ilocos, también denominada Región I.

## Geografía
Se halla situado en terreno llano, a la orilla derecha del río de Agno Grande, en los 121° 1´ de longitud y los 15° y 55´ de latitud; batido principalmente por los vientos sur y norte y los generales de la isla, y el clima es templado y saludable, no padeciéndose de ordinario otras enfermedades que cólicos, disenterías e intermitentes.
A mediados del siglo XIX, se comunicaba este pueblo con sus limítrofes los de Malasiqui, Paniqui y Camiling; el primero en buen estado, y de los dos restantes en que dirige a Paniqui, que pasa por la laguna de Mangahol, se pone poco menos que intransitable a causa de las inundaciones ocasionadas por las copiosas lluvias, siendo el último bueno en tiempo de secas, y regular durante las lluvias, pero con un pedazo bastante malo.
Por la mayor parte de los pueblos expresados, pasa el caudaloso río Agno Grande, que corre en dirección de norte a sur, y luego vuelve hacia el oeste antes de entrar en el mar por la barra de San Isidro. Antes de su desagüe, recibe por ambas márgenes multitud de afluentes que aumentea de una manera considerable su curso. En el término de este pueblo hay dos puentes, el uno dentro del mismo, y el otro en el sitio denominado Caoa, que sirve de línea divisoria entre esta jurisdicción y la de San Miguel de Camiling.

### Barangays
El municipio de Bayambang se divide, a los efectos administrativos, en 77 barangayes o barrios, conforme a la siguiente relación:
| - Alinggán - Amampérez - Amancosiling del Norte - Amancosiling del Sur - Ambayat I - Ambayat II - Apalén - Asín - Ataynán - Bacnono - Balaybuaya - Banabán - Bani - Batangcawa - Beldet - Beleng - Bical del Norte - Bical del Sur - Bongato del Este - Buenlag 1º | - Buenlag 2º - Cadre Site - Carungay - Caturay - Duera - Dusoc - Hermoza - Idong - Inanlorenza - Inirangán - Iton - Langirán - Ligue - M. H. del Pilar - Macayocayo - Magsaysay - Maigpa - Malimpec - Malioer - Managos - Manambong del Norte | - Manambong del Parte - Manambong del Sur - Mangayao - Nalsián del Norte - Nalsián del Sur - Pangdel - Pantol - Paragos - Población Sur - Pugo - Reynado - San Gabriel 1º - San Gabriel 2º - San Vicente - Sangcagulis - Sanlibo - Sapang - Tamaro - Tambac - Tampog | - Darawey (Tangal) - Tanolong - Tatarac - Telbang - Tococ del Este - Tococ del Oeste - Warding - Wawa - Población, Zona I - Población, Zona II - Población, Zona III - Población, Zona IV - Población, Zona V - Población, Zona VI - Población, Zona VII |  |

### Demografía
A mediados del siglo XIX contaba con 4.541 almas, de las cuales 1.155 contribuían con 11.355 reales de plata, equivalentes a 28.387,5 reales de vellón.

## Ayuntamiento

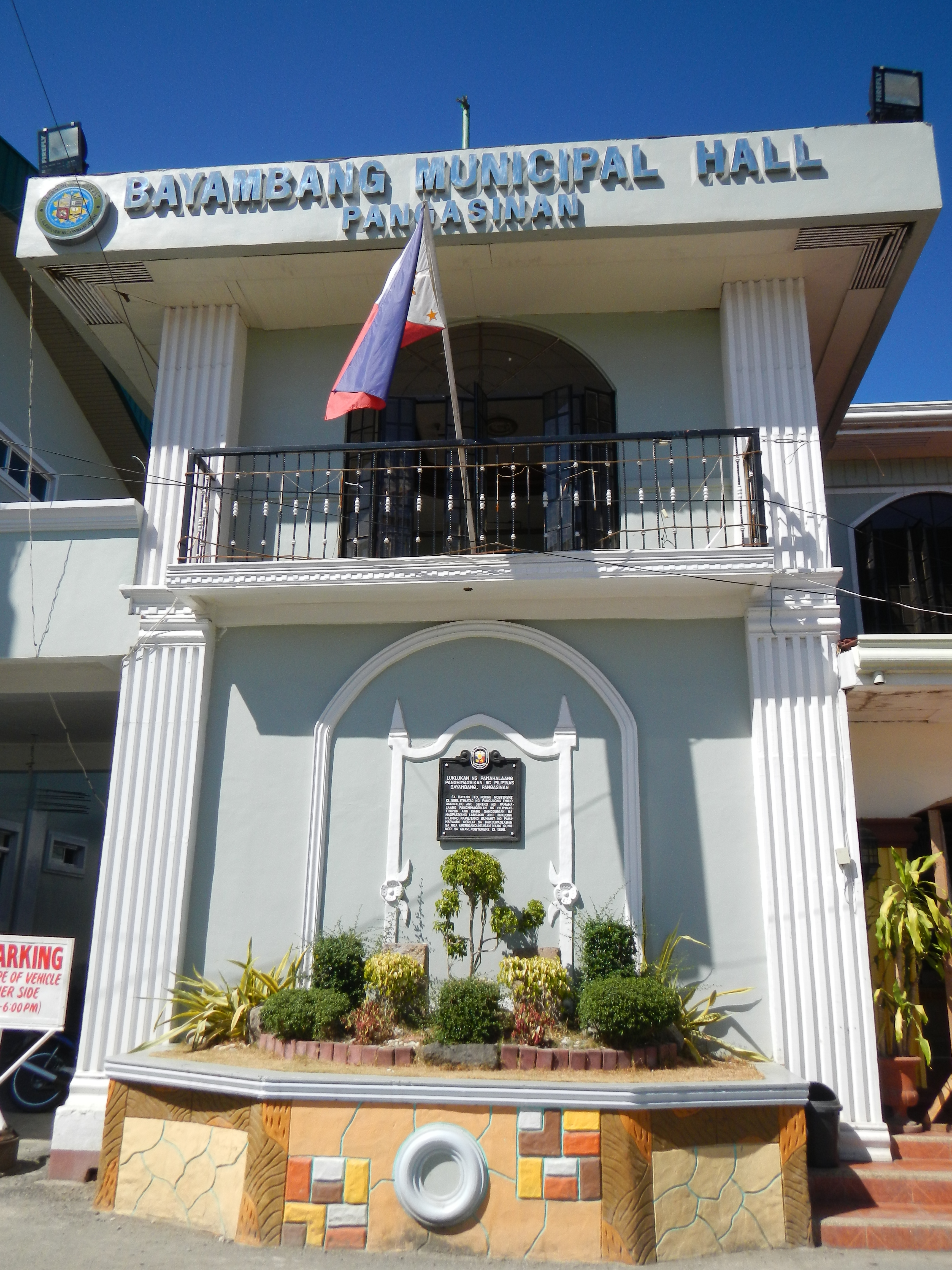
Fachada del Ayuntamiento.

Fueron declarados ganadores de las elecciones municipales celebradas el 13 de mayo de 2013  el alcalde Ricardo M. Camacho, vicealcalde Mylvin T, Junio, y los Concejales, ordenados según el número de votos obtenidos, Raul R. Sabangan, María Catalina E. de Vera, Alan D. de Vera, Raymund C. Camacho, DC Gerardo Flores, José Vicente E. Ramos, Levin N. Uy, y Charita T. Junio.

## Historia
Fundada en el siglo XVI el aeta llamado Agalet.
De su término fueron segregados los municipios de Bautista, Alcalá, Santo Tomás Rosales, Paniqui, Gerona y Camiling, este último perteneciente a la provincia de Tarlac.
El nombre es el de una planta llamada balangbang (Bauhinia acuminata) que crecía en abundancia en estos lugares.
Con su nombre primitivo de Malungay fue aceptada por el Capítulo Provincial Dominico en 1619, bajo el patrocinio de San Vicente Ferrer.
En 1741 se adoptó el actual nombre de Bayambang, que era el del lugar o sitio donde se trasladó la población.
Aunque el asentamiento de Malungay, ya existía en 1614, no se estableció como vicariato hasta 1619.

"...BAYAMBANG: pueblo con cura y gobernadorcillo, en la isla de Luzón, provincia de Pangasinán (de cuya capital o cabecera Lingayen dista 6 leguas) audiencia territorial y Capitanía General de Filipinas (a la capital Manila como unas 51 leguas poco mas o menos), diócesis de Nueva Segovia (36 leguas a la capital): ..." 

"...TERMINO: Confina el este con los de Villasis y Paniqui; por el sur con este último, San Miguel, Binaca y Mangatarem; por el oeste con los del últimanate mencionado, y los de Aguilar y San Carlos; y por el norte con los de Malasiqui y Santa Bárbara..."
Diccionario Buzeta, 1850

## Patrimonio

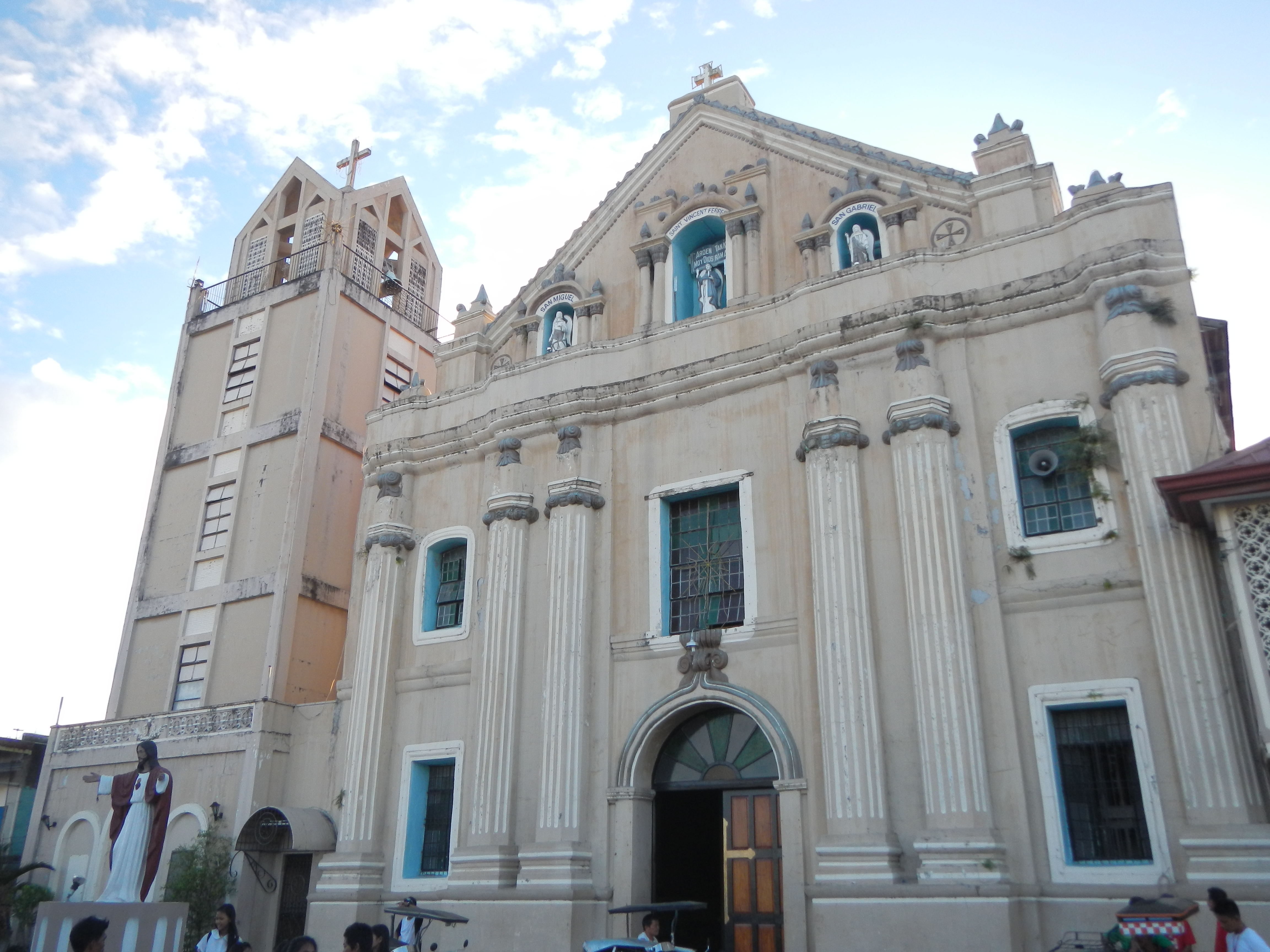
Iglesia de San Vicente de Ferrer.

La iglesia parroquial, de tres naves,  católica bajo la advocación del santo dominico valenciano Vicente de Ferrer,  data del año 1614.
En 1804, debido al deterioro del templo, se trazaron los planos para construir uno nuevo y de mayor tamaño de planta cruciforme.
Las obras comenzaron en 1813 siendo responsable de las mismas el Manuel Sucías.
Continuaron los trabajos los padres Juan Manzano, Joaquín Flores y Benito Foncuberto.
Las obras las finaliza el padre Juan Ibáñez (1832-1847).
En 1856, la iglesia sufre un incendio siendo reconstruida por el padre Foncuberto que altera la planta cruciforme añadiendo dos sacristías.
El nuevo campanario es obra del padre Ciriaco Billote.